# Jerzy Litewski
Jerzy Bogumił Litewski (ur. 22 kwietnia 1891, zm. 22 czerwca 1980 w Sydney) – polski funkcjonariusz wywiadu i urzędnik konsularny.

## Życiorys
Oficer 1. Pułku Ułanów Krechowieckich w Augustowie w stopniu rotmistrza. 21 kwietnia 1930 został skierowany do II Oddziału Sztabu Głównego. Po zamachu majowym przeszedł z wojska do MSZ. Pełnił szereg funkcji w polskiej służbie zagranicznej, m.in. pracownika konsulatu generalnego RP w Stambule (1933–1936), również kierownika placówki wywiadowczej „Ghazi” tamże, attaché ds. handlowych ambasady w Ankarze (1936–1937), praktykanta w Ministerstwie Spraw Zagranicznych (1937–1938), kierownika konsulatu w Harbinie (1938–1941). 
Następnie ewakuowany do Japonii, internowany tamże i wymieniony na dyplomatów japońskich (1942), przybył do Wielkiej Brytanii, gdzie był zatrudniony w Biurze Szyfrów MSZ w Londynie (1943-1944), konsulem generalnym RP w Bombaju (1944—1945), kier. Polskiego Komitetu Opieki nad Uchodźcami w Indiach (1945—1946).
Pochowany na Rookwood Cemetery Lutheran Section pod Sydney.

## Odznaczenia
- Srebrny Krzyż Zasługi (17 marca 1930)[6].